# Persone di cognome Harper
| Questa pagina contiene informazioni ricavate automaticamente dalle voci biografiche con l'ausilio del template Bio e di un bot. L'aggiornamento è periodico e automatico e ricostruisce completamente la pagina. Se manca una persona in questa lista, sei pregato di non aggiungerla, ma accertati piuttosto che la sua voce biografica contenga il template Bio e che i dati anagrafici siano correttamente compilati. Se il template Bio manca, inseriscilo tu stesso o, in alternativa, metti l'avviso {{tmp\|Bio}} che ne segnala la mancanza. Se i dati riportati sono sbagliati, correggi direttamente la voce biografica; le modifiche saranno visibili in questa lista entro pochi giorni. Per chiarimenti vedi il progetto antroponimi. La lista contiene solo le 65 persone che sono citate nell'enciclopedia e per le quali è stato implementato correttamente il template Bio. Pagina aggiornata al 23 lug 2025. |

Questa è una lista di persone presenti nell'enciclopedia che hanno il cognome Harper, suddivise per attività principale.

## Allenatori di calcio(1)
- Joe Harper, allenatore di calcio e ex calciatore scozzese (Greenock, n. 1948)

## Astronomi(1)
- William Edmund Harper, astronomo canadese (Dobbington, n. 1878 - † 1940)

## Attori(5)
- Hill Harper, attore statunitense (Iowa City, n. 1966)
- Frank Harper, attore e produttore cinematografico britannico (Londra, n. 1962)
- Robert Harper, attore statunitense (New York, n. 1951 - Rotterdam, † 2020)
- Shane Harper, attore, cantante e ballerino statunitense (La Jolla, n. 1993)
- William Jackson Harper, attore statunitense (Dallas, n. 1980)

## Attori pornografici(1)
- Blake Harper, ex attore pornografico canadese (Windsor, n. 1968)

## Attrici(4)
- Jessica Harper, attrice, scrittrice e cantante statunitense (Chicago, n. 1949)
- Tanisha Harper, attrice, modella e conduttrice televisiva statunitense (Tokyo, n. 1981)
- Tess Harper, attrice statunitense (Mammoth Spring, n. 1950)
- Valerie Harper, attrice e ballerina statunitense (Suffern, n. 1939 - Los Angeles, † 2019)

## Attrici pornografiche(2)
- Dillion Harper, ex attrice pornografica statunitense (Jupiter, n. 1991)
- Hannah Harper, ex attrice pornografica britannica (Brixham, n. 1982)

## Calciatori(5)
- Cameron Harper, calciatore statunitense (Sacramento, n. 2001)
- Dave Harper, calciatore inglese (Peckham, n. 1938 - Eastbourne, † 2013)
- Ted Harper, calciatore inglese (Sheerness, n. 1901 - † 1959)
- James Harper, calciatore inglese (Chelmsford, n. 1980)
- Steve Harper, ex calciatore inglese (Seaham, n. 1975)

## Cantanti(3)
- Collie Buddz, cantante statunitense (New Orleans, n. 1981)
- Keshia Chanté, cantante, personaggio televisivo e attrice canadese (Ottawa, n. 1988)
- Ben Harper, cantante e chitarrista statunitense (Pomona, n. 1969)

## Cantautori(1)
- Roy Harper, cantautore inglese (Rusholme, n. 1941)

## Cestiste(2)
- Laura Harper, ex cestista e allenatrice di pallacanestro statunitense (Filadelfia, n. 1986)
- Linnae Harper, cestista statunitense (Chicago, n. 1995)

## Cestisti(8)
- Mike Harper, ex cestista statunitense (Chicago, n. 1957)
- Ron Harper, ex cestista e allenatore di pallacanestro statunitense (Dayton, n. 1964)
- Aaron Harper, cestista statunitense (Jackson, n. 1981 - Oxford, † 2023)
- Demonte Harper, cestista statunitense (Nashville, n. 1989)
- Derek Harper, ex cestista statunitense (Elberton, n. 1961)
- Dylan Harper, cestista statunitense (Franklin Lakes, n. 2006)
- Jared Harper, cestista statunitense (Mableton, n. 1997)
- Justin Harper, cestista statunitense (Filadelfia, n. 1989)

## Ciclisti su strada(1)
- Chris Harper, ciclista su strada australiano (Thursday Island, n. 1994)

## Circensi(1)
- Ella Harper, circense statunitense (Contea di Sumner, n. 1870 - Nashville, † 1921)

## Dirigenti sportivi(1)
- Alan Harper, dirigente sportivo e ex calciatore inglese (Liverpool, n. 1960)

## Giocatori di baseball(1)
- Bryce Harper, giocatore di baseball statunitense (Las Vegas, n. 1992)

## Giocatori di football americano(9)
- Alvin Harper, ex giocatore di football americano statunitense (Lake Wales, n. 1967)
- Bruce Harper, ex giocatore di football americano statunitense (Englewood, n. 1956)
- Chris Harper, giocatore di football americano statunitense (Wichita, n. 1989)
- Chris Harper, giocatore di football americano statunitense (Encino, n. 1993)
- Devin Harper, giocatore di football americano statunitense (Knoxville, n. 1998)
- Dwayne Harper, ex giocatore di football americano statunitense (Orangeburg, n. 1966)
- Jamie Harper, giocatore di football americano statunitense (Jacksonville, n. 1989)
- Roman Harper, giocatore di football americano statunitense (Prattville, n. 1982)
- Thomas Harper, giocatore di football americano statunitense (Knoxville, n. 2000)

## Imprenditrici(1)
- Martha Matilda Harper, imprenditrice, economista e inventrice statunitense (Oakville, n. 1857 - Rochester, † 1950)

## Lessicografi(1)
- Douglas Harper, lessicografo e giornalista statunitense (Filadelfia, n. 1960)

## Linguisti(1)
- William Rainey Harper, linguista statunitense (New Concord, n. 1856 - Chicago, † 1906)

## Maratoneti(1)
- Ernie Harper, maratoneta e mezzofondista britannico (Chesterfield, n. 1902 - Tullamarine, † 1979)

## Musicisti(1)
- Rob Harper, musicista britannico

## Orologiai(1)
- Henry Harper, orologiaio inglese († 1708)

## Pastori protestanti(1)
- John Harper, pastore protestante scozzese (Houston, n. 1872 - Oceano Atlantico, † 1912)

## Piloti automobilistici(1)
- Daniel Harper, pilota automobilistico britannico (Hillsborough, n. 2000)

## Politici(3)
- Gregg Harper, politico statunitense (Jackson, n. 1956)
- James Harper, politico e editore statunitense (Elmhurst, n. 1795 - New York, † 1869)
- Stephen Harper, politico canadese (Toronto, n. 1959)

## Rapper(2)
- Saweetie, rapper e cantautrice statunitense (Santa Clara, n. 1993)
- Murphy Lee, rapper statunitense (St. Louis, n. 1979)

## Scrittori(1)
- Jordan Harper, scrittore e sceneggiatore statunitense (Springfield, n. 1976)

## Scrittrici(1)
- Jane Harper, scrittrice australiana (Manchester, n. 1980)

## Soprani(1)
- Heather Harper, soprano britannico (Belfast, n. 1930 - Londra, † 2019)

## Tennisti(1)
- Jack Harper, tennista australiano (Melbourne, n. 1914 - Melbourne, † 2005)

## Tuffatrici(1)
- Yasmin Harper, tuffatrice britannica (Chester, n. 2000)

## Velocisti(1)
- Jacey Harper, ex velocista trinidadiano (n. 1980)